# Ligue européenne féminine de volley-ball 2018
La Ligue européenne féminine de volley-ball 2018 est la 10e édition de la Ligue d'or et la 1re édition de la Ligue d'argent. Organisée par la CEV, cette nouvelle formule de la Ligue européenne féminine de volley-ball se déroule du 19 mai au 15 juin 2018 pour la 1re division et du 19 mai au 17 juin 2018 pour la division inférieure.

## Ligue d'or européenne 2018
Navigation
2017 2019

### Sélections participantes
| Pays        | Participation | Meilleur résultat |
| ----------- | ------------- | ----------------- |
| Azerbaïdjan | 3e            | (2016)            |
| Biélorussie | 4e            | 6e (2017)         |
| Bulgarie    | 7e            | (2010, 2012)      |
| Croatie     | 2e            | 11e (2011)        |
| Espagne     | 8e            | (2017)            |
| Finlande    | 2e            | (2017)            |
| France      | 6e            | 4e (2009)         |
| Hongrie     | 6e            | (2015)            |
| Portugal    | 2e            | 7e (2017)         |
| Slovaquie   | 3e            | (2016)            |
| Tchéquie    | 3e            | (2012)            |
| Ukraine     | 2e            | (2017)            |

### Format de la compétition
Les 12 sélections qui participent au tournoi sont réparties en 3 groupes de 4 équipes et s'affrontent à domicile et à l'extérieur lors d'un tournoi toutes rondes. Les vainqueurs de chaque groupe ainsi que le meilleur deuxième accèdent à la finale à quatre se déroulant dans un lieu unique. La meilleure équipe du tour préliminaire rencontre le meilleur deuxième, et l'équipe classée deuxième joue celle classée troisième. La Hongrie est qualifiée d'office pour la phase finale en tant que nation hôte. Les 2 sélections finalistes de la compétition se qualifient pour la Challenger Cup 2018, pour disputer une qualification pour la Ligue des nations 2019. L'équipe classée dernière est reléguée en Ligue d'argent européenne 2019.

### Composition des groupes
| Poule A     | Poule B  | Poule C     |
| ----------- | -------- | ----------- |
| Bulgarie    | Croatie  | Tchéquie    |
| Ukraine     | Hongrie  | Biélorussie |
| Azerbaïdjan | France   | Slovaquie   |
| Portugal    | Finlande | Espagne     |

### Critères de départage
Le classement général se fait de la façon suivante :
1. plus grand nombre de victoires ;
2. plus grand nombre de points ;
3. plus grand ratio de sets pour/contre ;
4. plus grand ratio de points pour/contre ;
5. Résultat de la confrontation directe ;
6. si, après l’application des critères 1 à 5, plusieurs équipes sont toujours à égalité, les critères 1 à 5 sont à nouveau appliqués exclusivement aux matches entre les équipes concernées afin de déterminer leur classement final.

### Légende du classement
Rappel – Une équipe marque :
- 3 points pour une victoire sans tie-break (colonne G) ;
- 2 points pour une victoire au tie-break (Gt) ;
- 1 point pour une défaite au tie-break (Pt) ;
- 0 point pour une défaite sans tie-break (P) ;

### Tour préliminaire

#### Poule A
Classement
| # | Équipe      | Pts | J | G | Gt | Pt | P | Sp | Sc | Ratio | Pp  | Pc  | Ratio |
| 1 | Bulgarie    | 15  | 6 | 5 | 0  | 0  | 1 | 16 | 5  | 3.2   | 513 | 436 | 1.177 |
| 2 | Azerbaïdjan | 15  | 6 | 5 | 0  | 0  | 1 | 16 | 7  | 2.286 | 549 | 492 | 1.116 |
| 3 | Ukraine     | 6   | 6 | 2 | 0  | 0  | 4 | 8  | 13 | 0.615 | 483 | 491 | 0.984 |
| 4 | Portugal    | 0   | 6 | 0 | 0  | 0  | 6 | 3  | 18 | 0.167 | 397 | 523 | 0.759 |

* Les horaires des rencontres sont indiquées en heure locale.

#### Poule B
Classement
| # | Équipe   | Pts | J | G | Gt | Pt | P | Sp | Sc | Ratio | Pp  | Pc  | Ratio |
| 1 | Finlande | 13  | 6 | 4 | 0  | 1  | 1 | 14 | 9  | 1.556 | 533 | 471 | 1.132 |
| 2 | Hongrie  | 12  | 6 | 3 | 1  | 1  | 1 | 15 | 9  | 1.667 | 536 | 508 | 1.055 |
| 3 | Croatie  | 8   | 6 | 2 | 1  | 0  | 3 | 12 | 12 | 1     | 529 | 549 | 0.964 |
| 4 | France   | 3   | 6 | 1 | 0  | 0  | 5 | 5  | 16 | 0.313 | 432 | 502 | 0.861 |

* Les horaires des rencontres sont indiquées en heure locale.

#### Poule C
Classement
| # | Équipe      | Pts | J | G | Gt | Pt | P | Sp | Sc | Ratio | Pp  | Pc  | Ratio |
| 1 | Tchéquie    | 17  | 6 | 5 | 1  | 0  | 0 | 18 | 3  | 6     | 493 | 411 | 1.2   |
| 2 | Biélorussie | 8   | 6 | 1 | 2  | 1  | 2 | 12 | 13 | 0.923 | 531 | 535 | 0.993 |
| 3 | Slovaquie   | 6   | 6 | 1 | 1  | 1  | 3 | 9  | 15 | 0.6   | 515 | 526 | 0.979 |
| 4 | Espagne     | 5   | 6 | 1 | 0  | 2  | 3 | 8  | 16 | 0.5   | 482 | 549 | 0.878 |

* Les horaires des rencontres sont indiquées en heure locale.

### Finale à quatre
- Lieu :  Budapest, Papp László Budapest Sportaréna
- Fuseau horaire : UTC+02:00 (CEST)

La Finale à quatre (en anglais : Final Four) est programmée les 14 et 15 juin 2018.
|  | Demi-finales | Demi-finales |                        |   | Finale  | Finale  |
|  | Demi-finales | Demi-finales |                        |   | Finale  | Finale  |
|  |              |              |                        |   |         |         |
|  | 14 juin      | 14 juin      |                        |   | 15 juin | 15 juin |
|  | 14 juin      | 14 juin      |                        |   | 15 juin | 15 juin |
|  | Bulgarie     | 3            |                        |   | 15 juin | 15 juin |
|  | Bulgarie     | 3            |                        |   | 15 juin | 15 juin |
|  | Finlande     | 0            |                        |   | 15 juin | 15 juin |
|  | Finlande     | 0            | Bulgarie               | 3 |         |         |
|  | 14 juin      |              | Bulgarie               | 3 |         |         |
|  |              | Hongrie      | 0                      |   |         |         |
|  | Hongrie      | Hongrie      | 0                      | 3 |         |         |
|  | Hongrie      |              |                        | 3 |         |         |
|  | Tchéquie     | 0            |                        |   |         |         |
|  | Tchéquie     | 0            | Match pour la 3e place |   |         |         |
|  |              |              |                        |   |         |         |
|  | 15 juin      |              |                        |   |         |         |
|  |              |              |                        |   |         |         |
|  | Finlande     | 1            |                        |   |         |         |
|  | Finlande     | 1            |                        |   |         |         |
|  | Tchéquie     | 3            |                        |   |         |         |
|  | Tchéquie     | 3            |                        |   |         |         |

#### Finale
La Bulgarie remporte à l'extérieur son premier titre de Ligue d'or européenne.

### Classement final
| Place              | Équipe      |
| ------------------ | ----------- |
| Médaille d'or      | Bulgarie    |
| Médaille d'argent  | Hongrie     |
| Médaille de bronze | Tchéquie    |
| 4                  | Finlande    |
| 5                  | Azerbaïdjan |
| 6                  | Biélorussie |
| 7                  | Croatie     |
| 8                  | Ukraine     |
| 9                  | Slovaquie   |
| 10                 | Espagne     |
| 11                 | France      |
| 12                 | Portugal    |

| Meilleure joueuse                       | Mariya Karakasheva                |
| Meilleure pointue                       | Silvana Chausheva                 |
| Meilleure passeuse                      | Lora Kitipova                     |
| Meilleures centrales                    | Hristina Ruseva Laura Pihlajamäki |
| Meilleure libéro                        | Rita Molcsányi                    |
| Meilleures réceptionneuses- attaquantes | Gréta Szakmáry Michaela Mlejnková |

## Ligue d'argent européenne 2018
Navigation
2019

### Sélections participantes
Pour cette première édition de la Ligue d'argent européenne, 8 équipes prennent part à la compétition :
l'Albanie, l'Autriche, l'Estonie, la Géorgie, Israël, le Kosovo, la Suède et la Suisse.

### Format de la compétition
Les 8 sélections qui participent au tournoi sont réparties en 2 groupes de 4 équipes et s'affrontent à domicile et à l'extérieur lors d'un tournoi toutes rondes. Les 2 premiers de chaque groupe accèdent à la finale à quatre se déroulant dans un lieu unique. La meilleure équipe du tour préliminaire rencontre celle classée quatrième, et l'équipe classée deuxième joue celle classée troisième. La Suède est qualifiée d'office pour la phase finale en tant que nation hôte. La sélection vainqueure se qualifie pour la Ligue d'or européenne 2019.

### Composition des groupes
| Poule A | Poule B  |
| ------- | -------- |
| Kosovo  | Albanie  |
| Suède   | Israël   |
| Estonie | Autriche |
| Suisse  | Géorgie  |

### Critères de départage
Le classement général se fait de la façon suivante :
1. plus grand nombre de victoires ;
2. plus grand nombre de points marqués ;
3. plus grand ratio de sets pour/contre ;
4. plus grand ratio de points pour/contre ;
5. Résultat de la confrontation directe ;
6. si, après l’application des critères 1 à 5, plusieurs équipes sont toujours à égalité, les critères 1 à 5 sont à nouveau appliqués exclusivement aux matches entre les équipes concernées afin de déterminer leur classement final.

### Légende du classement
Rappel – Une équipe marque :
- 3 points pour une victoire sans tie-break (colonne G) ;

- 2 points pour une victoire au tie-break (Gt) ;

- 1 point pour une défaite au tie-break (Pt) ;

- 0 point pour une défaite sans tie-break (P) ;

### Tour préliminaire

#### Poule A
Classement
| # | Équipe  | Pts | J | G | Gt | Pt | P | Sp | Sc | Ratio | Pp  | Pc  | Ratio |
| 1 | Estonie | 14  | 6 | 3 | 2  | 1  | 0 | 17 | 8  | 2.125 | 574 | 460 | 1.248 |
| 2 | Suède   | 13  | 6 | 3 | 1  | 2  | 0 | 16 | 8  | 2     | 534 | 462 | 1.156 |
| 3 | Suisse  | 9   | 6 | 2 | 1  | 1  | 2 | 12 | 11 | 1.091 | 481 | 480 | 1.002 |
| 4 | Kosovo  | 0   | 6 | 0 | 0  | 0  | 6 | 0  | 18 | 0     | 263 | 450 | 0.584 |

* Les horaires des rencontres sont indiquées en heure locale.

#### Poule B
Classement
| # | Équipe   | Pts | J | G | Gt | Pt | P | Sp | Sc | Ratio | Pp  | Pc  | Ratio |
| 1 | Autriche | 16  | 6 | 5 | 0  | 1  | 0 | 17 | 6  | 2.833 | 538 | 441 | 1.22  |
| 2 | Albanie  | 14  | 6 | 4 | 1  | 0  | 1 | 15 | 6  | 2.5   | 492 | 413 | 1.191 |
| 3 | Israël   | 3   | 6 | 1 | 0  | 0  | 5 | 6  | 16 | 0.375 | 448 | 528 | 0.848 |
| 4 | Géorgie  | 3   | 6 | 1 | 0  | 0  | 5 | 5  | 15 | 0.333 | 387 | 483 | 0.801 |

* Les horaires des rencontres sont indiquées en heure locale.

### Finale à quatre
- Lieu :  Nyköping, Nyköpings Arenor, Rosvalla (sv)
- Fuseau horaire : UTC+02:00 (CEST)

La Finale à quatre (en anglais : Final Four) est programmée les 16 et 17 juin 2018.
|  | Demi-finales | Demi-finales |                        |   | Finale  | Finale  |
|  | Demi-finales | Demi-finales |                        |   | Finale  | Finale  |
|  |              |              |                        |   |         |         |
|  | 16 juin      | 16 juin      |                        |   | 17 juin | 17 juin |
|  | 16 juin      | 16 juin      |                        |   | 17 juin | 17 juin |
|  | Albanie      | 0            |                        |   | 17 juin | 17 juin |
|  | Albanie      | 0            |                        |   | 17 juin | 17 juin |
|  | Suède        | 3            |                        |   | 17 juin | 17 juin |
|  | Suède        | 3            | Suède                  | 3 |         |         |
|  | 16 juin      |              | Suède                  | 3 |         |         |
|  |              | Autriche     | 1                      |   |         |         |
|  | Autriche     | Autriche     | 1                      | 3 |         |         |
|  | Autriche     |              |                        | 3 |         |         |
|  | Estonie      | 1            |                        |   |         |         |
|  | Estonie      | 1            | Match pour la 3e place |   |         |         |
|  |              |              |                        |   |         |         |
|  | 17 juin      |              |                        |   |         |         |
|  |              |              |                        |   |         |         |
|  | Albanie      | 3            |                        |   |         |         |
|  | Albanie      | 3            |                        |   |         |         |
|  | Estonie      | 0            |                        |   |         |         |
|  | Estonie      | 0            |                        |   |         |         |

#### Finale
La Suède remporte à domicile la première édition de la Ligue d'argent européenne.

### Classement final
| Place              | Équipe   |
| ------------------ | -------- |
| Médaille d'or      | Suède    |
| Médaille d'argent  | Autriche |
| Médaille de bronze | Albanie  |
| 4                  | Estonie  |
| 5                  | Suisse   |
| 6                  | Israël   |
| 7                  | Géorgie  |
| 8                  | Kosovo   |

| Meilleure joueuse                       | Isabelle Haak                |
| Meilleure pointue                       | Isabelle Haak                |
| Meilleure passeuse                      | Josephine Tegenfalk          |
| Meilleures centrales                    | Sava Thaka Nina Nesimović    |
| Meilleure libéro                        | Sophie Wallner               |
| Meilleures réceptionneuses- attaquantes | Anna Haak Arjola Prenga (pl) |